# الفلل البالادية في فينيتو

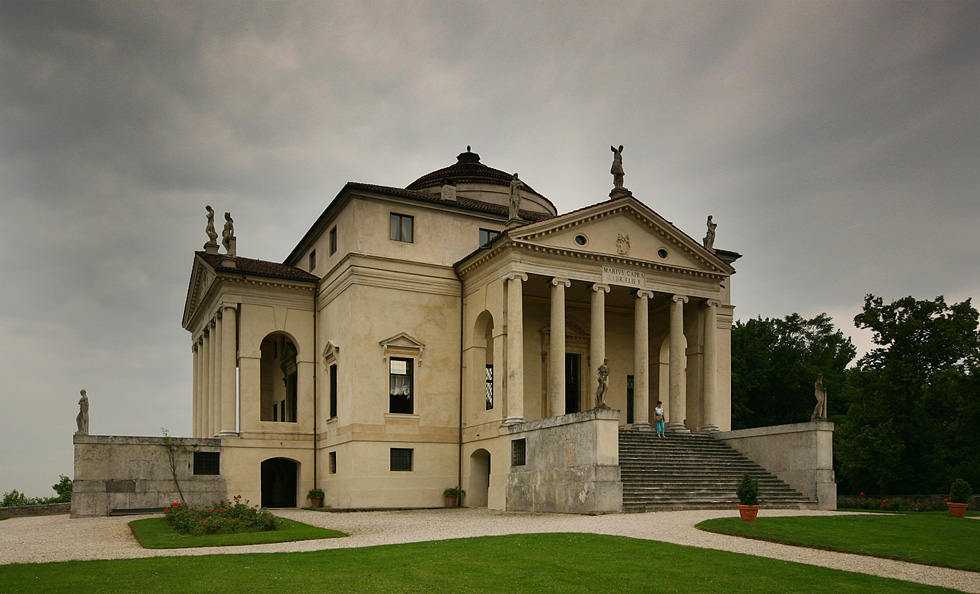
فيلا كابرا لا روتوندا في فيتشنزا إحدى الفلل البالادية.

مدينة فيتشنزا والفلل البالادية في فينيتو من مواقع التراث العالمي وهي مجموعة من أعمال المهندس المعماري أندريا بالاديو. أدرجتها اليونسكو على قائمة التراث العالمي في عام 1994. في البداية أطلق على الموقع اسم «فيتشنزا، مدينة بالاديو» وضمت فقط المباني القريبة من فيتشنزا. مثلت مختلف أنواع المباني بما في ذلك المسرح الأولمبي وهناك عدد قليل من القصور والفيلات. تقع معظم الفيلات البالادية المتبقية خارج الموقع. مع ذلك تمت توسعة الموقع لتضم بقية الفلل وأصبح اسمها الحالي يعكس محتوياتها.